# 瀧野直俊
瀧野　直俊（たきの なおとし、1847年1月8日〈弘化3年11月22日〉 – 1913年〈大正2年〉12月28日）は、大日本帝国海軍軍人、最終階級は海軍少将。

## 官歴
- 明治2年7月 - 補 甲鉄艦乗組、二等仕官[2]
- 明治3年
  - 8月 - 補 甲鉄艦副長代[2]
  - 12月 - 補 龍驤指揮役[2]
- 明治4年
  - 5月 - 補 孟春艦長代[2]
  - 5月25日 - 任 海軍大尉[2]
- 明治5年
  - 3月9日 - 補 孟春艦長[2]
  - 5月23日 - 西海御巡幸供奉[2]
  - 7月24日 - 孟春艦長差免、補 春日艦副長[2]
- 1886年（明治19年）
  - 4月7日 - 任 海軍大佐[1]
  - 5月10日 - 補 横須賀鎮守府予備艦総理兼航海部長[1]
- 1889年（明治22年）5月15日 - 補 扶桑艦長[1]
- 1890年（明治23年）5月13日 - 補 呉鎮守府兵器部長[1]
- 1893年（明治26年）
  - 5月20日 - 待命[1]
  - 5月26日 - 予備役[1]
- 1894年（明治27年）7月31日 - 呉鎮守府予備艦部長[1]
- 1895年（明治28年）7月25日 - 任 海軍少将・召集解除[1]

## 栄典・授章・受賞
位階
- 1874年（明治7年）
  - 3月8日 - 正七位[2]
  - 6月14日 - 従六位[2]
- 1881年（明治14年）9月29日 - 正六位[2]
- 1886年（明治19年）7月8日 - 従五位[2]
- 1892年（明治25年）2月22日 - 正五位[2][3]
- 1893年（明治26年）6月21日 - 従四位[2]
- 1913年（大正2年）12月18日 - 正四位[4]

勲章等
- 1880年（明治13年）8月5日 - 勲五等双光旭日章[2]
- 1886年（明治19年）5月29日 - 勲四等旭日小綬章[2]
- 1895年（明治28年）
  - 11月13日 - 勲三等瑞宝章[2]
  - 11月18日 - 明治二十七八年従軍記章[2]
- 1912年（大正元年）8月1日 - 韓国併合記念章[2]
- 1913年（大正2年）12月18日 - 勲三等旭日中綬章[4]